# ریچارد بریک (بازیگر)
ریچارد بریک (به انگلیسی: Richard Brake) (زاده ۳۰ نوامبر ۱۹۶۴) بازیگر ولزی-آمریکایی است.
از فیلم‌های معروف او می‌توان به بازی در فیلم کینگزمن: سرویس مخفی، هنرمند درجه یک و بازی تاج‌وتخت (در نقش نایت کینگ) اشاره کرد.